# Bashir Abdi
Bashir Abdi (Mogadiscio, Somalia, 10 de febrero de 1989) es un deportista belga de origen somalí que compite en atletismo, especialista en las carreras de fondo y en la maratón.
Participó en tres Juegos Olímpicos de Verano, entre los años 2016 y 2024, obteniendo dos medallas, bronce en Tokio 2020 y plata en París 2024, en la prueba de maratón.
Ganó una medalla de bronce en el Campeonato Mundial de Atletismo de 2022 y una medalla de plata en el Campeonato Europeo de Atletismo de 2018.

## Palmarés internacional
| Juegos Olímpicos   | Juegos Olímpicos        | Juegos Olímpicos  | Juegos Olímpicos |
| Año                | Lugar                   | Medalla           | Prueba           |
| ------------------ | ----------------------- | ----------------- | ---------------- |
| 2020               | Tokio (Japón)           | Medalla de bronce | Maratón          |
| 2024               | París (Francia)         | Medalla de plata  | Maratón          |
| Campeonato Mundial |                         |                   |                  |
| Año                | Lugar                   | Medalla           | Prueba           |
| 2022               | Eugene (Estados Unidos) | Medalla de bronce | Maratón          |
| Campeonato Europeo |                         |                   |                  |
| Año                | Lugar                   | Medalla           | Prueba           |
| 2018               | Berlín (Alemania)       | Medalla de plata  | 10 000 m         |